# Bruno Soriano
Bruno Soriano Llido (* 12. Juni 1984 in Artana, Castellón) ist ein ehemaliger spanischer Fußballspieler, der bis Sommer 2020 beim FC Villarreal in der Primera División spielte. Mit 423 Pflichtspielen ist er Rekordspieler des Vereins.

## Spielerkarriere

### Verein
Bruno Soriano durchlief fast alle Jugendteams des FC Villarreal, ehe er 2006/07 als Kapitän Villarreal B zum Aufstieg in die Segunda División B führte. Am 1. Oktober 2006 bestritt er sein erstes Primera-División-Spiel beim 2:1-Auswärtssieg bei RCD Mallorca. In dieser Saison kam er noch weitere zweimal in der ersten Mannschaft zum Einsatz, bevor er für die Saison 2007/08 endgültig in den Erstliga-Kader befördert wurde und seine eigene feste Trikotnummer dort bekam. In dieser Saison hat er auch den Durchbruch geschafft mit zahlreichen Einsätzen in Liga, UEFA-Pokal und Copa del Rey.
In der Saison 2009/10 war er unumstrittener Stammspieler und verdrängte den Uruguayer Sebastián Eguren auf die Ersatzbank. In der Saison 2011/12 stieg Bruno mit Villarreal in die Segunda División ab, schaffte jedoch in der Folgesaison den direkten Wiederaufstieg. Der Verein etablierte sich wieder in der Primera División; Bruno Soriano wurde unter dem 2013 geholten Trainer Marcelino García Mannschaftskapitän. Er erreichte mit Villarreal in der Saison 2015/16 das Halbfinale der Europa League, was ihm bereits in der Saison 2010/11 gelungen war.
Ab Mai 2017 musste er sich diversen Knieoperationen unterziehen, erst zum Ende der Saison 2019/20 kam er mit inzwischen 36 Jahren wieder zum Einsatz, als er am 22. Juni 2020 für Paco Alcácer im Spiel gegen den FC Sevilla eingewechselt wurde. Zum Ende derselben Saison, in der er auf sieben Ligaspiele kam, beendete Bruno Soriano schließlich seine Karriere.

### Nationalmannschaft
Im August 2010 bestritt Bruno sein erstes Länderspiel für die spanische Nationalelf gegen Mexiko. Dort war er beim ersten Spiel Spaniens nach dem WM-Triumph bis zur 71. Minute auf dem Spielfeld, ehe er durch Pedro ersetzt wurde. Er konnte sich allerdings nicht gegen Spieler wie Xabi Alonso oder Javi Martínez als Stammspieler etablieren.
Bei der Fußball-Europameisterschaft 2016 in Frankreich wurde er in das Aufgebot Spaniens aufgenommen. Seinen ersten Einsatz hatte er im zweiten Gruppenspiel gegen die Türkei, als er bei einer klaren 3:0-Führung eingewechselt wurde. Danach durfte er auch noch ein zweites Mal bei der EM spielen, im letzten Gruppenspiel gegen Kroatien kam er erneut im letzten Drittel in die Partie. Nach der EM wurde er nicht mehr für die Nationalmannschaft berücksichtigt.